# 埃龐德 (弗里堡州)
埃龐德（法語：Épendes）是瑞士的城鎮，位於該國西部，由弗里堡州負責管轄，面積5.61平方公里，海拔高度750米，2011年人口1,071，八成半人口信奉羅馬天主教，人口密度每平方公里191人。

## 外部連結
- Official website（页面存档备份，存于） （法文）
- Épendes parish website （法文）